# Ернст Фогельзанг
Ернст Франц Марія Фогельзанг (нім. Ernst Franz Maria Vogelsang; 31 серпня 1911, Франкфурт-на-Майні — 4 листопада 1942, Атлантичний океан) — німецький офіцер-підводник, капітан-лейтенант крігсмаріне.

## Біографія
1 квітня 1931 року вступив на флот. З жовтня 1938 року — вахтовий і артилерійський офіцер на есмінці «Пауль Якобі». В червні-листопаді 1940 року пройшов курс підводника, в листопаді-грудні — курс командира підводного човна. З 18 грудня 1940 по 6 травня 1941 року — командир підводного човна U-18, з 29 травня 1941 року — U-132, на якому здійснив 4 походи (разом 168 днів у морі).
4 листопада 1942 року о 0:15, перебуваючи в Північній Атлантиці південно-східніше мису Фарвель, U-132 пошкодив британський торговий пароплав Hatimura, навантажений вибухівкою. О 3:22 пароплав, який горів і тонув, був добитий U-442. Внаслідок торпедної атаки вантаж пароплава вибухнув. U-132 виявився досить близько від епіцентру вибуху і затонув. Всі 47 членів екіпажу загинули.
Всього за час бойових дій потопив 10 кораблів загальною водотоннажністю 39 496 тонн і пошкодив 1 корабель водотоннажністю 6690 тонн.
| Дата             | Назва корабля                             | Тип                      | Тоннаж | Вантаж | Екіпаж | Загинули | Країна             | Конвой |
| ---------------- | ----------------------------------------- | ------------------------ | ------ | --- | ------ | -------- | ------------------ | ------ |
| 18 жовтня 1941   | Аргун                                     | Торговий пароплав        | 3,487  | Баласт | ?      | 0        | СРСР               |        |
| 18 жовтня 1941   | СКР-11 (№70)                              | Протичовновий траулер    | 557    | | 40     | 40       | СРСР               |        |
| 29 січня 1942    | USCGC Alexander Hamilton (WPG-34)         | Куттер берегової оборони | 2,216  | | 115    | 32       | США                | HX-170 |
| 6 липня 1942     | Anastassios Pateras                       | Торговий пароплав        | 3,382  | 4934 тонни зерна і вантажівки                                                                             | 29     | 3        | Королівство Греція | QS-15  |
| 6 липня 1942     | Hainaut                                   | Торговий пароплав        | 4,312  | Генеральні вантажі і вантажівки як палубний вантаж                                                        | 45     | 1        | Бельгія            | QS-15  |
| 6 липня 1942     | Dinaric                                   | Торговий пароплав        | 2,555  | 957 стандартів деревини і сталь                                                                           | 38     | 4        | Британська імперія | QS-15  |
| 20 липня 1942    | Frederika Lensen (невиправно пошкоджений) | Торговий пароплав        | 4,367  | Баласт | 46     | 4        | Британська імперія | QS-19  |
| 30 липня 1942    | Pacific Pioneer                           | Торговий теплохід        | 6,734  | Баласт | 71     | 0        | Британська імперія | ON-113 |
| 4 листопада 1942 | Empire Lynx                               | Торговий пароплав        | 6,379  | 7850 тонн генеральних вантажів                                                                            | 43     | 0        | Британська імперія | SC-107 |
| 4 листопада 1942 | Hatimura (пошкоджений)                    | Торговий пароплав        | 6,690  | 8950 тонн генеральних вантажів, у тому числі 200 тонн тротилу, 250 тонн пороху та 300 тонн запальних бомб | 90     | 4        | Британська імперія | SC-107 |
| 4 листопада 1942 | Hobbema                                   | Торговий пароплав        | 5,507  | 7000 тонн генеральних вантажів і боєприпасів                                                              | 44     | 28       | Нідерланди         | SC-107 |

## Вшанування пам'яті
Родичі Фогельзанга встановили кенотаф з його іменем на сімейній могилі в Реклінггаузені.

## Звання
- Кандидат в офіцери (1 квітня 1931)
- Морський кадет (1 квітня 1932)
- Фенріх-цур-зее (1 січня 1933)
- Оберфенріх-цур-зее (1 січня 1935)
- Лейтенант-цур-зее (1 квітня 1935)
- Оберлейтенант-цур-зее (1 січня 1937)
- Капітан-лейтенант (1 жовтня 1939)

## Нагороди
- Медаль «За вислугу років у Вермахті» 4-го класу (4 роки)
- Іспанський хрест в бронзі з мечами (6 червня 1939)
- Залізний хрест 2-го і 1-го класу
- Нагрудний знак підводника